# Comines-Warneton
Comines-Warneton (/kɔ.min.waʁ.nə.tɔ̃/ ; en néerlandais : Komen-Waasten ; en picard : Comène-Warneuton) est une ville francophone à facilités linguistiques de Belgique située en Wallonie picarde, dans la province de Hainaut. Comines-Warneton est un ancien territoire du comté de Flandre.
La commune de Comines-Warneton résulte de la fusion des communes de Comines, de Warneton, de Bas-Warneton, de Ploegsteert et d'Houthem en 1977.
Elle dispose d'un statut de commune à facilités linguistiques pour sa minorité néerlandophone, comme c'est le cas pour plusieurs communes belges. Comines-Warneton est également une commune à particularité dans la composition échevinale qui est donc constitué à la proportionnelle puisque les échevins y sont élus directement, et non par le conseil communal. Le collège communal est composé du bourgmestre et de six échevins dont trois échevins dits de l'opposition.
Elle est dans l'arrondissement de Tournai-Mouscron, mais a la spécificité territoriale d'être enclavée entre la France et la Région flamande. Cette exclave wallonne est séparée du reste du Hainaut par une vingtaine de kilomètres.
Comines-Warneton ne doit pas être confondue avec ses voisines limitrophes et homonymes situées en France, Comines et Warneton (département du Nord).

## Étymologie
Le nom de Comines-Warneton provient de la fusion des communes et est l'association des deux principales entités et châtellenies historiques. La toponymie détaillée de chaque section est à retrouver sur leurs pages correspondantes.
Comines a été mentionné pour la première fois par écrit en 1096, sous le nom de Cumines, qui peut être un nom propre gallo-romain, ou un mot celtique pour « vallée » (*cumma, variante de cumba) ou encore venir du saxon cuman (« vallée d'arrivée ») qui a dérivé en komen en néerlandais(voir Comines pour plus de détails).
Warneton a été mentionné pour la première fois par écrit en 1007, sous le nom de Uuarnasthun, puis Uuarnestun en 1065, Guarnestun en 1104.

## Géographie

### Sections de la commune
| # | Nom          | Superf. (km²). | Habitants (2020). | Habitants par km² | Code INS |
| - | ------------ | -------------- | ----------------- | ----------------- | -------- |
| 1 | Comines      | 11,77          | 7.938             | 675               | 57097A   |
| 2 | Bas-Warneton | 6,43           | 1.470             | 229               | 57097B   |
| 3 | Houthem      | 5,95           | 1.266             | 213               | 57097C   |
| 4 | Warneton     | 17,51          | 3.016             | 172               | 57097D   |
| 5 | Ploegsteert  | 19,71          | 4.359             | 221               | 57097E   |

### Communes limitrophes
Les communes limitrophes sont Heuvelland, Ypres, Wervicq, Deûlémont, Frelinghien, Houplines, Armentières, Nieppe, Zonnebeke, Messines, Comines et Warneton.
| Messines Wytschaete (Heuvelland)     | Ypres            | Zandvoorde (Zonnebeke) |
| Neuve-Église (Heuvelland)            | Comines-Warneton | Wervicq                |
| Deûlémont (France) Warneton (France) | Comines (France) |                        |

## Démographie

### Démographie: Commune fusionnée
En tenant compte des anciennes communes entraînées dans la fusion de communes de 1977, on peut dresser l'évolution suivante :
Les chiffres des années 1831 à 1970 tiennent compte des chiffres des anciennes communes fusionnées.
- Source: DGS , de 1831 à 1981=recensements population; à partir de 1990 = nombre d'habitants chaque 1 janvier[7]
- 1920*: recul important du à la guerre 1914-1918

## Histoire
L'activité sur le sol de Comines-Warneton remonte à la préhistoire. Une occupation préhistorique a été identifiée à Warneton. Une voie romaine, reliant Cassel à Wervik, traverse Comines-Warneton en parallèle du tracé de la Lys et de nombreux sites gallo-romains témoignent de l'occupation importante,. Les différentes villes de Comines-Warneton évolueront au sein des Flandres et se positionneront de part et d'autre de la Lys. Le positionnement économiquement stratégique des villes de Comines et Warneton en feront des acteurs importants de l'activité textile, notamment dans la production de lin et la confection de rubans. Ce n'est qu'à partir du traité d'Utrecht, en 1713, que la rivière deviendra également frontière et séparera en deux les villes de Comines et Warneton, d'un côté autrichienne, de l'autre côté Française. Un arrêté du comité de salut du 31 août 1795, réglemente le statut administratif de la Belgique. L'activité rubanière très importante en période pré-industrielle se développera fortement au XIXe siècle jusqu'à devenir capitale mondiale du ruban utilitaire. La région fera l'objet d'un important front de la première guerre mondiale et comporte de nombreux sites commémoratifs ainsi que 19 cimetières du Commonwealth. Une trêve de Noël s'est déroulée au lieu-dit Saint-Yvon à Warneton. En 1917, la population s'exile sur recommandation des forces alliées. La région sera entièrement détruite par la campagne d'artillerie alliée qui suivra et sera l'objet des projets de reconstructions après la première guerre mondiale. Comines fera partie du canton judiciaire de Ypres et du département de la Lys avant d'être transférée (à l'exception du hameau flamand de Kruiseyck cédé à Wervik) de la province de Flandre-Occidentale à celle de Hainaut en 1963. Depuis cette date ses habitants néerlandophones minoritaires bénéficient de facilités administratives. Comines-Warneton naîtra de la fusion des communes de 1977.

### Contexte archéologique complexe
Le paysage de la région de Comines-Warneton est parsemé de vestiges remontant au Moyen-Âge ainsi que des traces d'activités de la préhistoire. Cependant, les dégâts de la première guerre mondiale ont rendu le travail de recherche plus complexe. Dès 1968, des recherches archéologiques sont entreprises. En 1971, la Société d'Histoire de Comines Warneton et sa région commence à coordonner ces travaux de recherche afin de prendre une grande importance à partir de 1976. L'une des problématiques de prospection a été du ressort de la forte densité d'occupation du territoire qui augmente le risque de contamination du matériel archéologique. L'autre problématique majeure, c'est qu'il s'agit d'une zone profondément perturbée par des événements historiques. Par exemple, une partie du front de la première guerre mondiale s'est stabilisée à Comines-Warneton. Les bombardements ont été si intenses que les prospections en deviennent difficilement exploitables, voire dangereuses du fait de centaines d'obus retrouvés annuellement. Ce contexte archéologique complexe cantonne l'essentiel de l'activité archéologique à de la simple prospection pédestre.

### Préhistoire
Les plus anciens vestiges découverts remontent au Paléolithique et les premières traces d'occupation humaine au Mésolithique. Pour le Mésolithique, le site le plus important est celui du Mont de la Hutte où des prospections ont mise au jour plusieurs centaines d'artéfacts, grattoirs, perçoirs, etc.. Le site aurait servi d'habitat commun. D'autres sites similaires ont été trouvés dans la vallée de la Douve et au lieu-dit du Pont-Rouge.
Pour la période du Néolithique, quatre sites notables ont été découverts. Le premier, le long du Chemin de la Blanche, découvert lors de travaux d'extraction de la briqueterie. Le second, découvert dans les remblais de la motte castrale de Warneton permet de faire remonter la date d'occupation vers la fin du 5ème ou début du 4ème millénaire avant notre ère. De nombreuses haches polies sont trouvées en de nombreux sites sur le territoire, témoin d'une activité préhistorique notable,. Enfin, un important site a été mis au jour en 1992 à proximité de l'ancienne église romane de Bas-Warneton. Ce dernier site présente une importante quantité d'artéfacts d'industrie lithique datés au Néolithique récent (4700-4100).

### Antiquité
Plusieurs sites gallo-romains ont été prospectés, un premier dans l'ancienne argilière de Ploegsteert, un second sous la place de Bas-Warneton et un troisième sous son cimetière. Ces sites révèlent notamment plusieurs meules, ce qui permet de démontrer l'occupation du territoire basé sur l'agriculture. Les Ménapiens occupaient la région et une importante liaison longeait la Lys pour relier Castellum Menapiorum (Cassel) et Turnacum (Tournai), une voie romaine s'y établira. La fondation de Comines trouve ses origines dans l'évangélisation de la région par Saint Chrysole et la création d'un castellum au Ve siècle.

### Moyen-Âge
Au IXe siècle, les incursions normandes ravagent les villes situées sur la Lys, Comines et Warneton n'y échappent pas. Des constructions défensives s'y érigent. Le territoire est divisé en deux seigneuries qui deviendront progressivement châtellenies. D'une part Comines (incluant Bas-Warneton, Houthem et Zandvoorde), d'une autre Warneton (incluant Ploegsteert).
Les deux châtellenies voient leur population se développer durant les XIe et XIIe siècles en raison de l'attractivité commerciale. L'accès de la ville d'Ypres à la Lys devient un enjeu économique important au XIIIe siècle afin d'améliorer son approvisionnement agricole et accéder à un large bassin commercial. Tour à tour, Comines et Warneton ont joué le rôle de port maritime. D'abord Comines, au début du XIIIe siècle, dont l'activité drapière devint progressivement prospère. Ypres orchestrera des expéditions punitives afin d'endiguer cette activité commerciale concurrente et déplacera sa liaison avec Warneton au XIVe siècle. Cette voie commerciale se prolongera jusqu'à Lille.
L'histoire médiévale de Comines-Warneton est étroitement liée à l'histoire du comté de Flandre. Les deux seigneuries principales feront donc l'objet de nombreuses destructions durant les conflits internes qui opposeront le comté et le royaume de France. De ce fait, les activités textiles déclineront progressivement.

### Epoque contemporaine

#### Après lestraités d'Utrecht

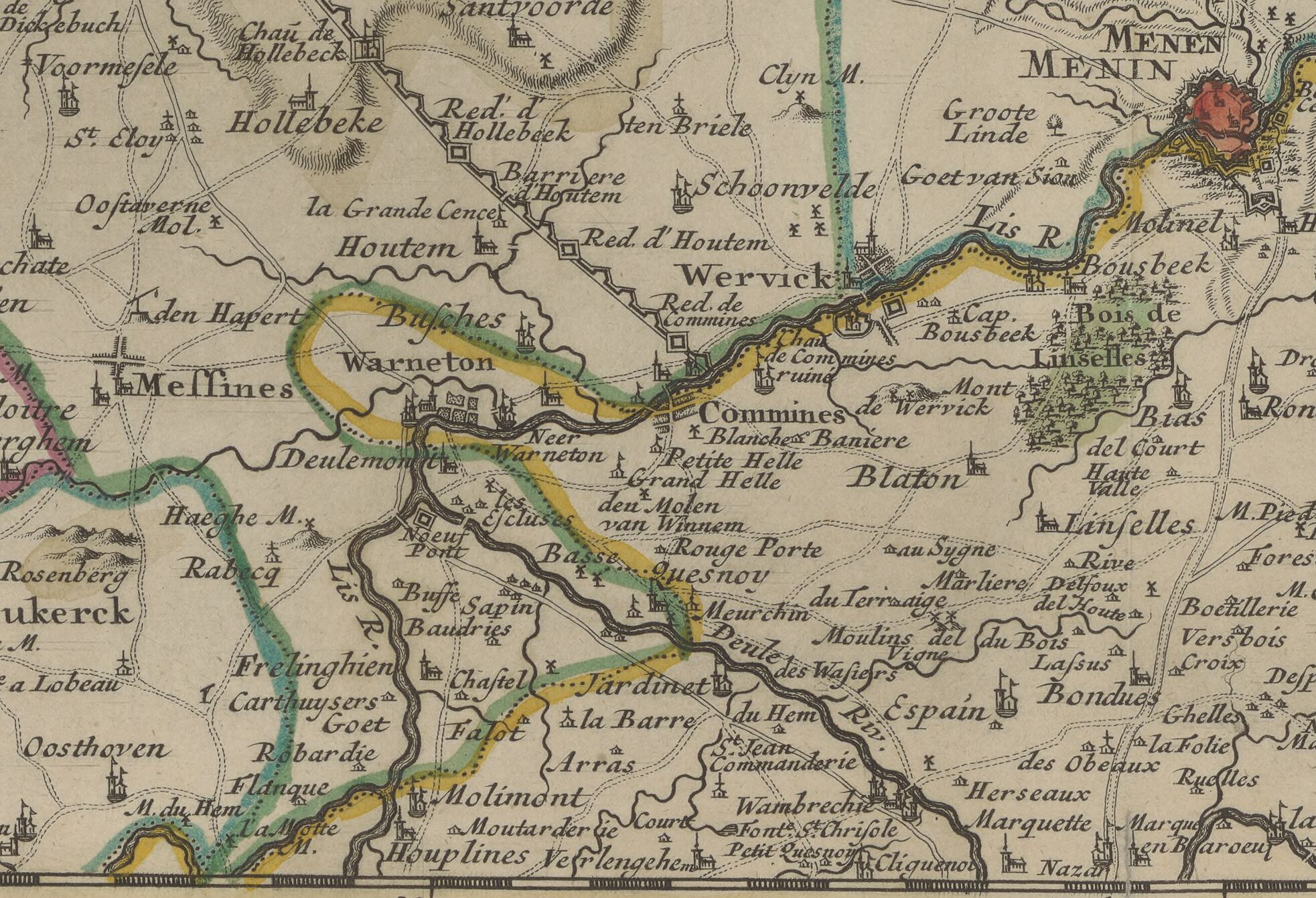
Carte des environs en 1724 par Eugène-Henry Fricx.

Avant la démarcation territoriale des traités d'Utrecht, les deux rives formaient un ensemble cohérent sur le plan socio-économique. Toutefois, l'organisation de la ville de Comines restait contenu à la baronnie du duc d'Orléans, en dépit des traités. La réforme envisagée en 1790 mettra fin à cette particularité. Ce n'est qu'après la Révolution que la frontière sera ressentie par la population et aura des conséquences fortes sur le plan économique. Un cordon de surveillance s'installa à la frontière et interdisait l'exportation des denrées essentielles. La fraude se développa au point que Comines-Sud soit dénoncée comme « l'entrepôt des fraudeurs et des contrebandiers ». A titre indicatif, du 1er juin 1785 au 17 février 1787, le compte de passage sous le pont de Comines est de 1819 grandes embarcations et 71 petites. Ce trafic persiste pendant la Révolution française et se poursuit pendant une partie du XIXe siècle. (voir Plaine de la Lys)
L'implantation de l'activité rubanière à Comines, par Philippe Hovyn, métamorphose l'écosystème économique de la Lys. Plusieurs autres manufactures apparaissent jusqu'à la Révolution française. En 1789, on dénombre 100 métiers à tisser du ruban et des toiles et faisait travailler plus de 500 ouvriers. Elle traversera une importante crise durant la Révolution tout en parvenant à préserver son niveau de production (81% de la production de tout le département en l'an IX du Calendrier républicain). Leur essor reprendra au milieu du XIXe siècle. (voir Histoire de la rubanerie cominoise)
Durant les guerres de la Révolution française, le pont de Comines sera fortement défendu par 386 gardes nationaux dès 1792. Le 17 juin 1792, l'armée française occupe temporairement les communes de Warneton, Comines et Wervicq, situées dans les Pays-Bas avant d'être reprises par les Autrichiens qui s'installeront le long de la Lys face aux troupes françaises. Les villes, de part et d'autre de la Lys, seront successivement reprises et pillées jusqu'en mai 1794. Ces guerres entraînent plusieurs conséquences économiques via les réquisitions et pillages de l'occupant. Le bilan de la guerre est sombre, de nombreuses maisons sont inhabitables, les commerces sont détruits, le prix des marchandises augmente et les manufactures épargnées peinent à se relever. Cette crise se dissipe progressivement jusqu'en 1797.

#### Royaume uni des Pays-Bas
Après le congrès de Vienne, la rive belge de la Lys est incorporée à la province de la Flandre occidentale. L'usage exclusif du néerlandais est imposé jusqu'en 1822. En 1823, une école communale est construite à la rue des Moulins. Puis en 1825, une nouvelle église est construite à côté de l'école. En 1827, le grand pont est rétabli aux frais partagés avec Comines France. Cependant, en 1828, l'usage de l'hôpital français est refusé aux belges qui protestent et obtiendront gain de cause en 1845. En 1830, la révolution belge mène à l'indépendance.

#### De 1848 à 1914
L'histoire des deux Comines redevient étroitement liée par une expansion industrielle et démographique importante. Avant 1848, le flux migratoire de travailleurs flamands renforce l'essor industriel du Nord de la France; cela représente le premier facteur de l'essor textile cominois. La concentration des métiers à tisser enfle et il s'y fabriquait majoritairement deux articles : du ruban utilitaire et du fil à coudre. L'histoire de la rubanerie cominoise est plus ancienne, cependant c'est dans la seconde moitié du XIXe siècle que Comines acquiert une position commerciale si forte qu'elle sera nommée Capitale Mondiale du Ruban Utilitaire.
La croissance démographique s'accompagne de la multiplication des habitations et bâtiments publics. En août 1853, la gare de Comines est inaugurée tandis que la gare de Comines France sera inaugurée en 1876. Un pont ferroviaire rejoindra les deux gares ultérieurement. En 1862, une usine à gaz s'installe côté Français tandis que la partie belge s'équipe de canalisation pour amener ce gaz outre Lys. En 1870, une nouvelle écluse est construite. On met également en œuvre la construction du canal Ypres-Comines qui n'aboutira pas. En 1897, une ligne de tramway à vapeur relie Comines à Armentières. Une nouvelle église sera construite à Comines, place Sainte-Anne, de 1910 à 1912.

#### Première guerre mondiale
Moins de quatre mois après l'assassinat de François-Ferdinand d'Autriche, la première guerre mondiale se retrouve aux portes de Comines. Durant toute la guerre, le front divisera le territoire de Comines-Warneton en deux. Comines était sous occupation allemande tandis que Ploegsteert était sous le commandement de Winston Churchill du 6e régiment des Royal Scots Fusiliers.

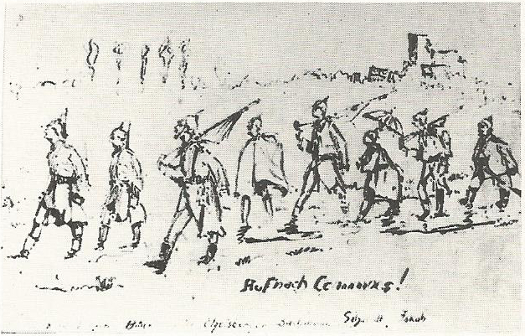
Caricature réalisée à l'aquarelle par Adolf Hitler. Auf Nach Commines - En route pour Comines.

Le hasard fera qu'un autre personnage important du XXe siècle se trouvera sur ce front au sein des régiments bavarois. Adolf Hitler connaîtra son baptême du feu à Kruiseyck, alors sur le territoire de Comines. Il séjournera de novembre 1914 à mars 1915 dans un dortoir à Comines, au sein de l'ancienne rubanerie Gallant. Après son affectation au front de Messines-Wytschaete, il reviendra sur le front cominois où il se fera gazer à la Montagne de Wervicq dans la nuit du 13 au 14 octobre 1918. Durant le conflit, Hitler laissera quelques dessins des lieux comme une caricature de Comines montrant des soldats en file devant des ruines. En 1940, Hitler sillonne une première fois la région et s'arrête en différents points côtoyés durant la première guerre mondiale comme à Bas-Warneton et la gare de Comines. Dans un second passage, le 26 juin 1940, son convoi fait un détour par le pont frontière de Comines puis vers la ferme Bethléem qui recevra la visite de nombreux autres anciens combattant allemands en 1940 et 1941. Celle-ci avait été un important hôpital militaire durant la première guerre mondiale.

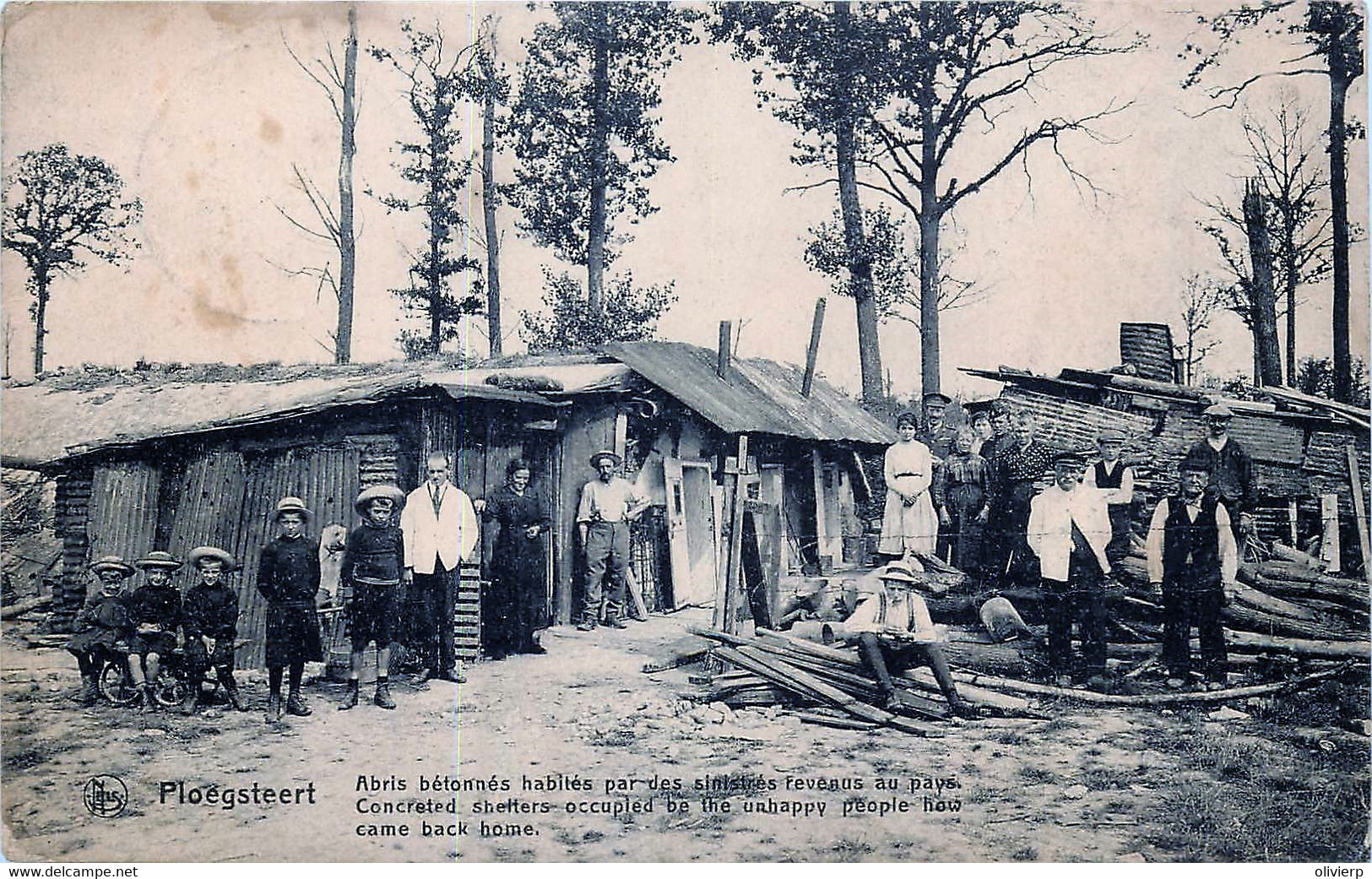
Abris bétonnés pour sinistrés de la guerre revenus sur le territoire après l'exil.

##### Les conséquences de l'exil
L'offensive allemande de 1916 et les bombardements d'artillerie détruisirent de nombreuses habitations de Warneton et Ploegsteert, ce qui provoqua l'exil des populations de ces deux villes.
En 1917, l'armée britannique prévient les habitants des zones occupées de Comines-Warneton de se soumettre à l'exil. Un importante campagne de bombardement par l'artillerie est prévue. La plupart des cibles stratégiques, telles que les usines, cheminées, bâtiments de la Kommandantur, avaient déjà été détruits. Les citoyens partent en exil, beaucoup ne reviendront pas.
Des abris de fortune sont construits afin d'abriter les sinistrés durant la période de reconstruction.

#### Entre-deux-guerres
Les aides octroyées par le Fonds du roi Albert, les Pays-Bas, l'Angleterre et les Amérique sont insuffisants. La destruction de la région pousse à ériger des bâtiments provisoires. Ce n'est qu'après la mise à disposition du Fonds d'un subside de 11 millions, accordé par l'État Belge, que la reconstruction démarre réellement, le 21 février 1919. Des baraquements démontables sont amenés par voie d'eau depuis les Pays-Bas. Ces logements de fortune se présentaient sous plusieurs formes. Le principal était un baraquement de 6M sur 6M avec deux chambres de 9m² sous un toit de tôle. Malheureusement, la situation provisoire perdura car les différents chantiers tardèrent. La majorité des reconstructions se feront par l'intermédiaire du magasin communal qui fournissait la matière première nécessaire, jusqu'à sa suppression en 1926. Certains de ces habitats provisoires resteront utilisés bien au-delà de cette date, le plus ancien, situé le long du Canal Ypres-Comines ne sera détruit qu'à la fin des années 80.
Sur le plan économique, les industries rubanières sont rapidement reconstruites et équipées. Elles reprennent leur activité dès 1920. Il en va de même dans le secteur de Warneton-Ploegsteert avec l'activité argilière. La briqueterie de la Lys reprend dès 1920. Les baraquements provisoires de Warneton-Ploegsteert seront plus rapidement désaffectés et le dernier d'entre eux date de 1927.
Le 5 avril 1935, la reine Astrid rend visite aux pauvres dans le cadre de son haut patronage du Comité national de secours, à la suite des conséquences de la crise économique de 1929.

#### Seconde guerre mondiale
En mai 1940, la campagne des 18 jours débute et Comines sera le lieu d'une opération de retardement militaire afin de permettre aux troupes de se replier sur Dunkerque : la bataille du Canal Ypres-Comines. 

### Résultats des recensements linguistiques (Total pour la commune de Comines-Warneton)
Langues connues
| Année | uniq. NL Nombre | NL & FR Nombre | uniq. FR Nombre | FR & D Nombre | uniq. D Nombre | D & NL Nombre | NL & F & D Nombre | Aucune Nombre | uniq. NL Part | NL & FR Part | uniq. FR Part | FR & D Part | uniq. D Part | D & NL Part | NL& FR & D Part |
| ----- | --------------- | -------------- | --------------- | ------------- | -------------- | ------------- | ----------------- | ------------- | ------------- | ------------ | ------------- | ----------- | ------------ | ----------- | --------------- |
| 1846  | 701             |                | 9 944           |               | 0              |               |                   |               | 6,6 %         |              | 93,4 %        |             | 0,0 %        |             |                 |
| 1866  | 1 630           | 1 028          | 8 186           | 0             | 1              | 0             | 0                 | 1             | 15,0 %        | 9,5 %        | 75,5 %        | 0,0 %       | 0,0 %        | 0,0 %       | 0,0 %           |
| 1880  | 1 679           | 1 551          | 8 468           | 1             | 0              | 0             | 0                 | 0             | 14,4 %        | 13,3 %       | 72,4 %        | 0,0 %       | 0,0 %        | 0,0 %       | 0,0 %           |
| 1890  | 1 121           | 4 889          | 8 067           | 4             | 1              | 0             | 1                 | 0             | 8,0 %         | 34,7 %       | 57,3 %        | 0,0 %       | 0,0 %        | 0,0 %       | 0,0 %           |
| 1900  | 1 828           | 5 460          | 8 172           | 10            | 0              | 0             | 9                 | 928           | 11,8 %        | 35,3 %       | 52,8 %        | 0,1 %       | 0,0 %        | 0,0 %       | 0,1 %           |
| 1910  | 2 922           | 5 897          | 8 444           | 9             | 0              | 0             | 0                 | 960           | 16,9 %        | 34,1 %       | 48,9 %        | 0,1 %       | 0,0 %        | 0,0 %       | 0,0 %           |
| 1920  | 1 288           | 2 510          | 5 620           | 1             | 0              | 0             | 5                 | 362           | 13,7 %        | 26,6 %       | 59,6 %        | 0,0 %       | 0,0 %        | 0,0 %       | 0,1 %           |
| 1930  | 1 568           | 5 210          | 10 495          | 0             | 0              | 2             | 19                | 721           | 9,1 %         | 30,1 %       | 60,7 %        | 0,0 %       | 0,0 %        | 0,0 %       | 0,1 %           |
| 1947  | 1 172           | 7 244          | 9 002           | 12            | 2              | 6             | 132               | 680           | 6,7 %         | 41,2 %       | 51,2 %        | 0,1 %       | 0,0 %        | 0,0 %       | 0,8 %           |

Langue exclusivement ou le plus fréquemment parlée.
| Année | NL Nombre | FR Nombre | D Nombre | NL Part | FR Part | D Part |
| ----- | --------- | --------- | -------- | ------- | ------- | ------ |
| 1910  | 5 134     | 12 138    | 0        | 29,7 %  | 70,3 %  | 0,0 %  |
| 1920  | 2 064     | 7 360     | 0        | 21,9 %  | 78,1 %  | 0,0 %  |
| 1930  | 3 517     | 13 752    | 0        | 20,4 %  | 79,6 %  | 0,0 %  |
| 1947  | 2 747     | 14 750    | 19       | 14,3 %  | 85,5 %  | 0,1 %  |

En 1962, les travaux de la commission ont abouti à la loi sur la fixation de la frontière linguistique proposée par le ministre de l'Intérieur, Arthur Gilson, selon laquelle Mouscron et Comines-Warneton seraient officiellement francophones avec facilités linguistiques pour la communauté néerlandophone, mais resteraient une partie de la province néerlandophone de Flandre-Occidentale. La même solution a été proposée pour les municipalités de Fourons où les municipalités resteraient une partie de la province de la province francophone de Liège mais deviendraient des municipalités néerlandophones avec des facilités pour les francophones,.
Après un débat acharné au Parlement, cette proposition de loi a été approuvée, mais sous réserve de l'amendement selon lequel Comines-Warneton et Mouscron feraient partie de la province francophone du Hainaut et Fourons ferait partie de la province néerlandophone du Limbourg. Cet amendement a été introduit par l'homme politique socialiste Wallon et ancien bourgmestre de Liège Paul Gruselin qui voulait transférer les villes flamandes à majorité francophone Comines-Warneton et Mouscron à la province wallonne du Hainaut et a proposé de transférer la région de Fourons à la province néerlandophone du Limbourg à titre de compensation,.
Pour comprendre cette réaction spontanée des socialistes liégeois et mouscronnois, il faut tenir compte du fait que les 75 000 habitants de Mouscron-Comines apportaient un siège de député tandis que les 4 000 habitants des Fourons étaient loin d'en valoir autant et que l'on peut déduire des résultats des recensements linguistiques que la région comino-warnetonoise devenait lentement bilingue.
Ce passage de la province de Flandre-Occidentale au Hainaut a été mal accueilli par de nombreux habitants à Comines-Warneton et Mouscron où une grande majorité souhaite rester avec la province de Flandre-Occidentale  ou à tout le moins devenir une nouvelle province francophone avec la ville de Tournai , le Tournaisis, parce qu'ils s'identifient comme des Flamands francisés, ayant partagé une histoire avec les autres régions de l'ancien comté de Flandre et se sentant culturellement plus proches de la Flandre française que la province de Hainaut. Tout comme une majorité des Fourounais voulaient rester à Liège en raison de la dépendance de la région vis-à-vis de Liège. Les francophones des Fourons, en particulier, font campagne pour que la région revienne à la province de Liège.
En 1963 les communes de Comines-Warneton a été rattachée à la province de Hainaut (à l'exception du hameau flamand de Kruiseyck cédé à Wervicq) à la suite de la fixation définitive de la frontière linguistique en Belgique cette même année.

### Le «Taalkoffer» et «Les Sorcières de Comines»
Comines-Warneton est apparu dans les médias belges au début des années 1980 à l'occasion de la fondation d'une école flamande. En 1974, un certain nombre de parents de la minorité flamande de la commune avaient demandé à pouvoir mettre en place un enseignement néerlandophone. Le 31 juillet 1979, 45 parents ont remis à la mairie de Comines-Warneton une liste de signatures demandant la création d'une école néerlandophone sur la base de leurs installations garanties par la Constitution. Bien que le ministre de l'Éducation de la communauté francophone ait donné son autorisation pour l'école, le conseil municipal a refusé de reconnaître la pétition des parents au motif que, selon eux, la demande n'était pas réglementaire. En décembre 1979 le Conseil d'État reconnaît que la liste de pétition pour l'école flamande est effectivement légale et valable. L'école peut être fondée. C'est finalement le conseil des ministres restreint qui a pris la décision, le 27 août 1980, de créer une école primaire néerlandophone.
Malgré l'intimidation des parents et l'opposition du côté officiel, l'école a été créée en 1980. Des francophones avaient alors manifesté contre sa création. Lors de l'ouverture de l'école le 1er septembre 1980 et les jours suivants, les parents et leurs enfants ont dû marcher sur des tringles d'heure de pointe entre les jurons francophones afin d'atteindre les salles de classe. C’est même allé très loin : saluts hitlériens, excréments dans les boîtes aux lettres, Des images de ce phénomène ont été diffusées à la télévision belge francophone dans le reportage « Les sorcières de Comines » du 8 mai 1981. Cette émission de la RTBF suscite une grande indignation en Belgique et apporte un certain calme dans les esprits. L'école fait partie du Centre culturel flamand Robrecht van Kassel et est subventionnée par la Communauté flamande car la Communauté française le refuse malgré une obligation légale,,,.
À l'origine, en raison de la décision du cabinet du noyau, l'école flamande était provisoirement installée dans le Rijksatheneum. En octobre 1981, le ministre wallon Philippe Busquin a décidé seul que ce bâtiment devait être abandonné.
Par nécessité, les classes ont ensuite été logées dans le Centre de rencontre du Cominois flamand "Huize Robrecht van Kassel" (Maison Robrecht de Kassel). Cette situation intenable a duré jusqu'au début de l'année scolaire 1983-1984. Ensuite, le bâtiment scolaire actuel, qui a été construit dans le jardin de ce centre avec le soutien financier d'amis de Flandre et des Pays-Bas, pourrait être occupé.
En 2008, la Communauté française refuse toujours de financer l'école néerlandophone, alors qu'elle y est obligée par la Constitution belge. C'est pourquoi la Communauté flamande finance et inspecte encore cette école, qui s'appelle « De Taalkoffer » (c'est-à-dire la Valise linguistique). Tous les cours y sont donnés en néerlandais, à des élèves issus pour la plupart de familles francophones de Wallonie picarde et de Flandre française.

### Après la fixation de la frontière linguistique
En 1988, Comines a participé à la solution intervenue à Fourons, où certaines dispositions dites de pacification communautaire ont été prises, le fait que (pour la première fois et contrairement à ce qui est souvent dit à tort de la frontière linguistique en 1963), en "échange" de l'entrée d'un échevin de l'opposition dans le Collège échevinal des Fourons, la même disposition a été prise pour Comines, soulevant une grande colère dans l'opinion locale. Une publication comme « Le Vrai Canton » qui se proclamait Wallon Toudi é tout inti (« Wallon, toujours et entièrement ») a illustré ce combat wallon.
Environ 7 à 8 % des habitants ont actuellement une carte d'identité néerlandophone.

## Armoiries
|  | Le blason de Comines-Warneton est l’ancien blason de Comines accordé en 1842, confirmé après la fusion. Blasonnement : D'or à une clef de sable posée en pal, le panneton en chef et à dextre, accompagnée de huit roses de gueules, trois à dextre, trois à senestre, une en chef et une en pointe - Délibération communale : 6 octobre 1978 - Arrêté de l'exécutif de la communauté : 15 juillet 2003 |

## Politique

### Conseil communal depuis 2024
| Parti | Parti                  | Voix  | Voix | Conseil | Conseil | Collège |
| Parti | Parti                  | %     | +/-  | Sièges  | +/-     | Collège |
| ----- | ---------------------- | ----- | ---- | ------- | ------- | ------- |
|       | Ensemble - Ecolo - MCI | 44,42 | Nv   | 12 / 25 | Nv      | Oui     |
|       | Action                 | 36,17 | 3,8  | 9 / 25  |         | Oui     |
|       | Horizon                | 19,4  | Nv   | 4 / 25  | Nv      | Non     |
| Total | Total                  | 100   | 100  | 25      | 25      | 21      |

### Conseil et collège communal 2024-2030
Ci-dessous, le tableau des résultats des élections communales de 2024.
| Collège communal   |                      |                            |
| ------------------ | -------------------- | -------------------------- |
| Bourgmestre        | Alice Leeuwerck      | MR - ENSEMBLE-ECOLO-MCI    |
| 1er Échevin        | Philippe Mouton      | Ecolo - ENSEMBLE-ECOLO-MCI |
| 2e Échevin         | Jean-Jacques Pieters | Les Engagés - Action       |
| 3e Échevine        | Marie-Eve Desbuquoit | Les Engagés - Action       |
| 4e Échevin         | David Kyriakidis     | ENSEMBLE-ECOLO-MCI         |
| 5e Échevin         | Chantal Bertouille   | MR - ENSEMBLE-ECOLO-MCI    |
| Présidente du CPAS | Frédéric Hallez      | Les Engagés - Action       |

### Jumelages
- Hedge End (Royaume-Uni) Hedge End
- Argenton-les-Vallées (France) : lieu de villégiature de Philippe de Commynes
- Wolverton (Royaume-Uni)

## Patrimoine
Le patrimoine immobilier classé ;

### Architectural
- L'église Saints-Pierre-et-Paul de Warneton, aussi appelée cathédrale de la Lys[59], dont les origines remontent au VIIe siècle, fut reconstruite après la Première Guerre mondiale en style romano-byzantin. Elle est souvent appelée Cathédrale de la Lys, de par ses dimensions imposantes. Elle abrite dans sa crypte 2 tombeaux du XIVe siècle, dont celui de Robert de Cassel (fils du comte de Flandre) ;
- L'église Saint-Chrysole, dont les origines remontent à 1825, mais qui fut reconstruite en 1922 à la suite de sa destruction par les combats de la Première Guerre mondiale. À ne pas confondre avec sa voisine française, l'église Saint-Chrysole de Comines ;
- L'église Saints-Pierre-et-Paul de Ploegsteert, reconstruite en 1930, de style néogothique.
- L'église Saint-Martin de Bas-Warneton, reconstruite en 1927, de style néo-roman.
- L'église Saint-André du Bizet, reconstruite en 1924, de style néogothique.
- L'hôtel de ville de Comines-Warneton, l'ancien hôtel de ville de Warneton qui abrite la Société d'Histoire ;
- Le Moulin Soete de Ten Brielen : un des seuls moulins sur pivot avec trois étages : il moud toujours le blé pour en faire de la farine ;
- La Chapelle des Cinq Chemins, construite en 1959.

#### Le café "Le Chat"
Situé à l'angle de la rue du Faubourg et de la rue de Wervicq se trouve un bâtiment dont l'histoire et l'activité remonte au XVe siècle. Le pub "The Special One" a été actif jusque fin 2022, mais le bâtiment est connu localement sous le nom "Le Chat". Il s'agissait effectivement de l'emplacement d'un café portant ce nom depuis la reconstruction après la première guerre mondiale, reprenant lui-même le nom et l'activité de l'auberge qui s'y trouvait avant sa destruction. Cependant, on retrouve la mention de Lostel du Cat dès 1431 dans les archives générales du royaume. On retrouve ses mentions au fil des siècles et ce jusqu'en 1815, rappelant son activité de type cabaret.

#### Petit patrimoine
- Chapelle Notre Dame de Grâce. Il s'agit de la plus ancienne chapelle de Comines ayant survécu à la première guerre mondiale. Elle est visible dans la rue de la Procession. Son existence remonte au XVIe siècle. Une statuette en bois polychrome, du XVIIIe siècle s'y trouvait. Elle se trouve désormais dans l'église Saint-Chrysole à la suite d'un vol en 1974. Il s'agit d'une chapelle à berlouffes car les pèlerins accroches le linge des malades aux grilles[61].
- Chapelle Rompue. L'existence d'une chapelle est attestée dès 1343. Détruite et saccagées à plusieurs reprises, sa dernière restauration date de 1984[61].
- Chapelle des Prés. Une chapelle existait avant 1880. Elle sera reconstruite en 1929 à la suite de sa destruction durant la Première Guerre mondiale. La statuette, perdue durant le conflit, sera retrouvée à Cassel en 1924. Elle sera volée en 1973 et est actuellement remplacée par une copie[61].
- Calvaire Demol. Ce calvaire commémore l'accident survenu à l'abbé Pierre-Brunon Demol vers 1793. La croix du calvaire a été restaurée en 1971[61].
- Calvaire du Gheer. Ce calvaire a été érigé en 1929 en mémoire de Louis Volbrecht, exécuté durant la première guerre mondiale par les allemands. Un calvaire existait déjà avant la guerre[61].
- Grotte Notre-Dame de Lourdes. La première grotte date du XIXe siècle. Une nouvelle grotte est reconstruite après la guerre et est une réplique de la grotte de Massabielle[61].

### Commémoratif
De nombreux sites funéraires et cimetières commémoratifs se trouvent sur le territoire de Comines-Warneton. Il y a 20 cimetières du Commonwealth sur le territoire de Ploegsteert et Warneton (listés sur leurs pages respectives) et 5 à Comines.
- Le Mémorial britannique de Ploegsteert: monument rendant hommage aux 11 447 soldats morts pendant la Première Guerre mondiale et qui n'ont pas reçu de sépulture. Près du mémorial, de nombreux cimetières britanniques jalonnent la campagne cominoise ;
- Le monument commémoratif de la bataille du Canal Ypres-Comines (26 mai 1940) réalisé par Roger Coppe
- Le monument aux morts de Comines et le buste d'Albert Ier
- Le monument aux morts à Warneton
- Canon Allemand 7,7cm FK 96 N/A à Warneton
- La stèle du sergent Charles Sciascia : inaugurée en juin 2007, elle commémore le sacrifice du soldat Maori le 31 juillet 1917.
- La stèle Lance Corporal Leslie Wilton Andrew : inaugurée en 2008, elle commémore un fait d'arme qui valut la croix de Victoria à Leslie Andrew.
- Monument UEFA : Le 11 décembre 1914, Michel Platini inaugure le monument Christmas Truce commémorant la Trêve de Noël 1914[62].

Plusieurs événements commémoratifs ont également lieu sur le territoire
- Last Post mensuel devant le Ploegsteert Memorial to the Missing
- Journée de l'ANZAC le 25 avril
- Course du Souvenir le 11 novembre
- Cérémonie-reconstitution au lieu-dit Saint-Yvon de la Trêve de Noël

### Musées et espaces culturels
- La Société d'histoire de Comines-Warneton et de la région. Créée en 1959 sous le titre « Histoire et Folklore », elle devient la SHCWR en 1976. Depuis 1971, elle publie annuellement un volume de Mémoires de la Société d’Histoire de Comines-Warneton et de la Région. En juin 1980 le centre de documentation, le musée d’Histoire et le musée d’Archéologie sont officiellement ouverts au public.
- Le musée de la Rubanerie : musée unique en Europe, avec ses 30 métiers à tisser en fonction. Ce musée rend hommage au passé textile de la région. Les visites sont guidées par des passionnés, anciens rubaniers ;
- Le musée de la Brasserie de Warneton (ouvert pour les groupes constitués) ;
- Le musée de la menuiserie d'autrefois de Ploegsteert : collection de vieux outils de menuiserie ;
- Le musée du téléphone de Warneton: collection de téléphones depuis les tout  premiers jusqu'aux téléphones portables ;
- Le musée du Blockhaus Pionnier de Comines : ancien blockhaus de la Première Guerre mondiale, composé de trois salles à visiter ;
- Le centre culturel de Comines-Warneton
- Le centre d'interprétation Plugstreet, situé à Ploegsteert, consacré à l'Histoire de la région durant la Première Guerre mondiale.

### Espaces verts

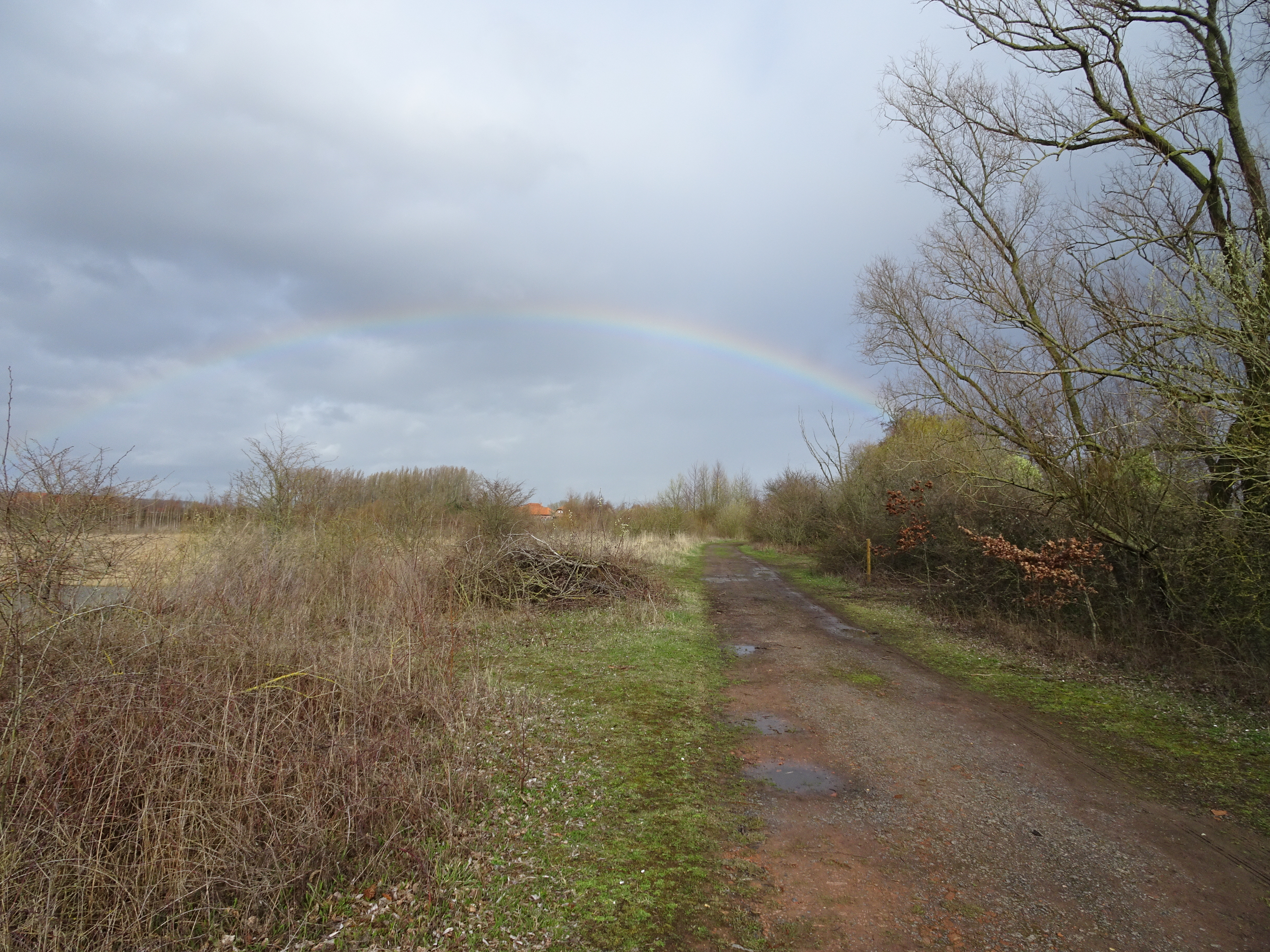
Réserve naturelle ornithologique de Ploegsteert

- Le bois du Gheer et le bois de la Hutte : avec plus de 250ha, ils sont la plus grande surface boisée entre Lille et la côte ;
- La réserve naturelle Ornithologique de Ploegsteert : ce sol, exploité depuis 1927, a créé des argilières. Dans les années 70, l'entreprise décide de maintenir le pompage de l'eau pour éviter la destruction du biotope. La réserve est classée Natura 2000 et abrite plusieurs espèces ornithologiques;
- La réserve naturelle du Vert-Digue : espace de 26ha entre la Lys rectifiée et son méandre recoupé.
- Le canal Ypres-Comines. Tracé pédestre et cycliste permettant de rejoindre Ypres ainsi que divers points d'intérêts comme le Palingbeek

## Folklore
La Fête des Louches se déroule le deuxième dimanche d'octobre. Cortège historique franco-belge, suivi du spectaculaire jet des louches du haut du beffroi de Comines France.

### Fête des moissons
Organisée le deuxième weekend de septembre à Ten-Brielen, aux abords du Moulin Soete, elle honore les traditions agricoles. Plusieurs animations s'y déroulent : bal populaire, cucurbitades, jet au pot, cuisson de pain à l'ancienne,... La fête se clôture par un jet de faluche depuis le Moulin.

### Fête de la brique
Organisée le dimanche de la Pentecôte au Bizet, ce cortège traditionnel rend honneur aux « briquetteux » qui exploitent l'argile locale. La fabrication de brique est une activité toujours d'actualité au sein de la briqueterie de Ploegsteert qui a fêté ses 100 ans en mai 2022. L'ensemble des festivités se composent de char, de fanfares et de géants.

### Fête des Marmousets
Organisée depuis 1983, la fête des Marmousets se déroule le 3e weekend du mois de juillet et honore l'histoire de la rubanerie cominoise. Le marmouset était une pièce en bois permettant d'activer le mouvement de va-et-vient des métiers à tisser industriels. Ce nom dérivera en sobriquet pour désigner l'enfant et apprenti du rubanier. Durant les festivités, un cortège, des chars, des géants et des groupes festifs sillonnent les rues de Comines. Un jet de marmouset en poupée est organisé depuis la fenêtre de l'hôtel de ville de Comines.
La date de la festivité reprend la fête traditionnelle de la Sainte Anne, fixée depuis le XIIIe siècle au 26 juillet. A Comines, les deux jours qui suivent cette fête étaient déclarés fériés. Cette tradition deviendra tantôt « Festival des Deux Comines », tantôt « Fêtes franco-belges » au XXe siècle, puis Fête des Marmousets dès 1983.

### Fête des Mountches
Chaque année, le premier samedi du mois de décembre, la Fête des Mountches s'organise en lien avec la Saint-Nicolas car les deux fêtes sont historiquement associées. En effet, dès le début du XXe siècle, on retrouve la trace d'un cortège. Les enfants apportaient une baguette sur laquelle ils piquaient une coquille. Saint-Nicolas, sur son cheval, jetait au départ des nieulles d'Armentières (biscuit rond étoilé) qui roulaient jusque dans la Douve; on préfère ensuite jeter des oranges. Vers 1930, une autre tradition naît, celle d'un gâteau géant en forme de Saint-Nicolas.

En 1959, les Mountches sont introduits pour la première fois au cortège de la Saint Nicolas. Quelques enfants sont vêtus de cape blanche, parce qu'on appelait les moines de Warneton "les moines blancs", et portent des lampions. Les organisateurs expliquent leur dessein : 
Nous souhaitons ressusciter un passé riche en souvenirs et haut en couleur, un passé historique qui a valu aux habitants de notre bonne ville le surnom de Mountches, petits moines. Car l'abbaye a honoré et sanctifié la région et nous voudrions conserver vivace dans l'esprit des jeunes le souvenir de cette institution et de ses moines réputés. 
Au gré des ans, de nouveaux chars viendront s'ajouter au cortège ainsi que deux géants. La fête se termine devant l'ancien Hôtel de Ville de Warneton par le jet d'une petite poupée en plâtre représentant un Mountche, et équipé d'un petit parachute.
Aujourd'hui, après 60 ans d'existence, toute la ville est bloquée pour le cortège qui attire toujours un public familial des villes limitrophes.

### Géants de Comines-Warneton
Chaque section de Comines-Warneton possède un à plusieurs géants de processions et de cortèges. Ceux-ci honorent les différentes fêtes folkloriques de la ville et des personnalités historiques. Ces géants traversent chaque année la Lys pour rejoindre les festivités folkloriques des villes voisines, côté français, qui partagent plusieurs coutumes.
La ville possède de nombreux Géants de processions et de cortèges reliés à leur ville de naissance ainsi qu'à leurs fêtes respectives.
A Ploegsteert, Jean-Baptiste de la Rabecque (d'après un prétendu seigneur) et Mélanie de la Muncque (d'après la ferme du même nom, ancienne extension de l'abbaye de Warneton). Elles avaient auparavant un lien avec la Fête des Nieulles d'Armentières qui s'étendait jusque là.
À Warneton, Jehan le Mountche (d'après Jean Ier de Warneton) et le géant Mountche représentent la Fête des Mountches. Le troisième géant, Freutche, représente le hameau du Gheer lors de la fête qui porte son nom.
A Comines, Luc le Marmouset, Aristide (dit bleu Vinte) et Simon le Rubanier représentent des personnalités du passé rubanier de la ville durant la Fête des Marmousets. Le géant Baptiste représente le meunier du Moulin Soete lors de la Fête des moissons. Enfin, Jean Prout et Sophie Patard sont les plus anciens représentants de Comines. Ils ont été créés à l'initiative du Comité des fêtes du Centenaire de l'Indépendance en 1930. Ils ont été nommé en mémoire d'un fermier de la rue de la Gare et d'une commerçante de la rue du Faubourg que les habitants avaient fait passer pour sorcière.

### Festivités
- Comines Ville Ouverte: Troisième week-end de septembre, les années paires : portes ouvertes, monuments et sites. Expositions, animations.
- Art/Terre: Biennale Internationale d'art plastique. Avec Comines Ville Ouverte.
- Festival J'Veux du Soleil : Concerts, dernier vendredi de juin à Houthem
- Semi-Marathon du Souvenir 14-18: le 11 novembre à 11 h à Ploegsteert.
- Last Post : Chaque premier vendredi du mois à 19 h, devant le Mémorial de Ploegsteert. Sonnerie aux morts de la Grande Guerre.
- Tournuit des Grands Ducs : rallye musical multiculturel avec des scènes délocalisées sur toute l'entité. La 20ème édition, en 2012, est également la dernière[70].
- Fête de la bière: Troisième week-end de septembre, sous le marché couvert de Comines.

## Économie

### Transports
- Comines-Warneton est desservie par les lignes 3 (Mouscron), 6 (Houplines) et BLC du réseau de bus TEC Hainaut de l'Opérateur de transport de Wallonie.
- Comines-Warneton bénéficie aussi des lignes de bus, de De Lijn (« La Ligne »), les lignes 89 (vers Ypres) et 43 (vers Wervicq et Menin), ainsi que la ligne scolaire 944 du réseau français Ilévia.
- La ligne de trains n°69, du réseau Infrabel de la SNCB, passe également par Comines la reliant à Poperinge via Ypres et à Courtrai via Menin.
- Au niveau routier, Comines-Warneton est au sud de l'axe représenté par la N58 et est au nord de celui représenté par la D 945.

### Entreprises
- Libeert - chocolaterie depuis 1923.
- Claerbout - industrie alimentaire de patates congelées depuis 1988.
- Deconinck Fishing - spécialiste international d'articles de pêches.
- Brasserie Vanuxeem - brasserie et distribution.
- Briqueterie de Ploegsteert.
- Ceratec.

## Galerie de photographies

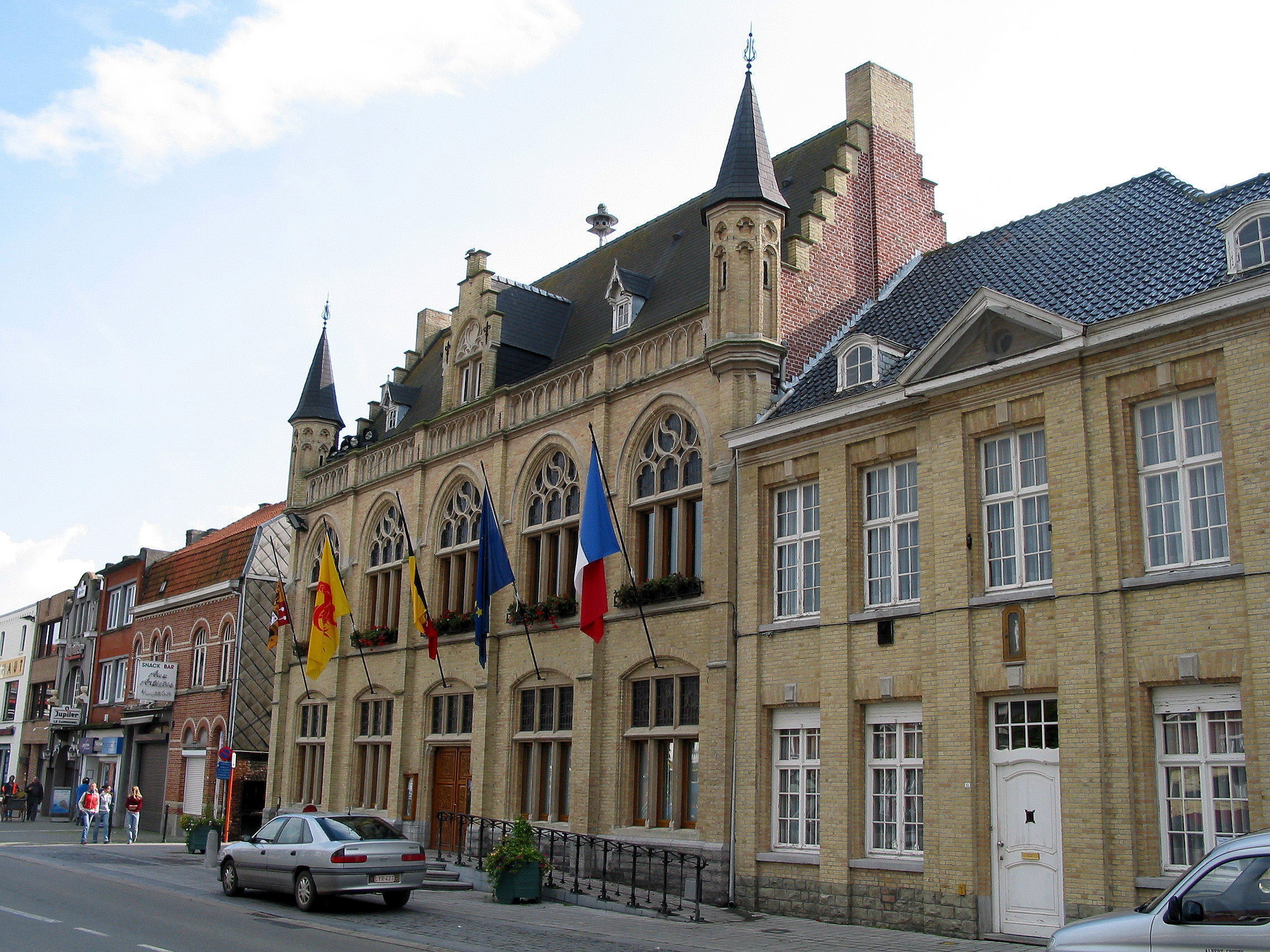
L'hôtel de ville
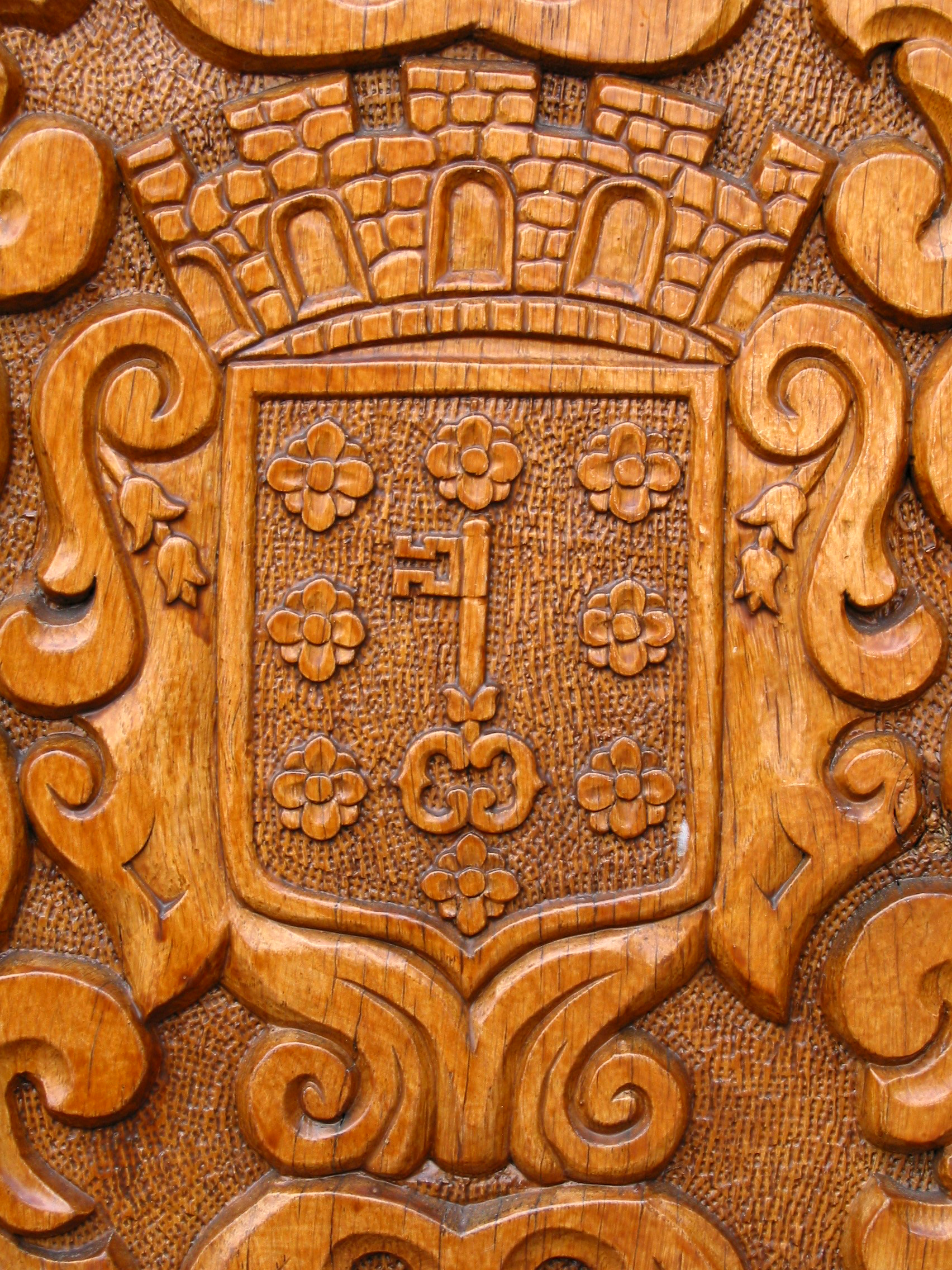
Armes de la ville.
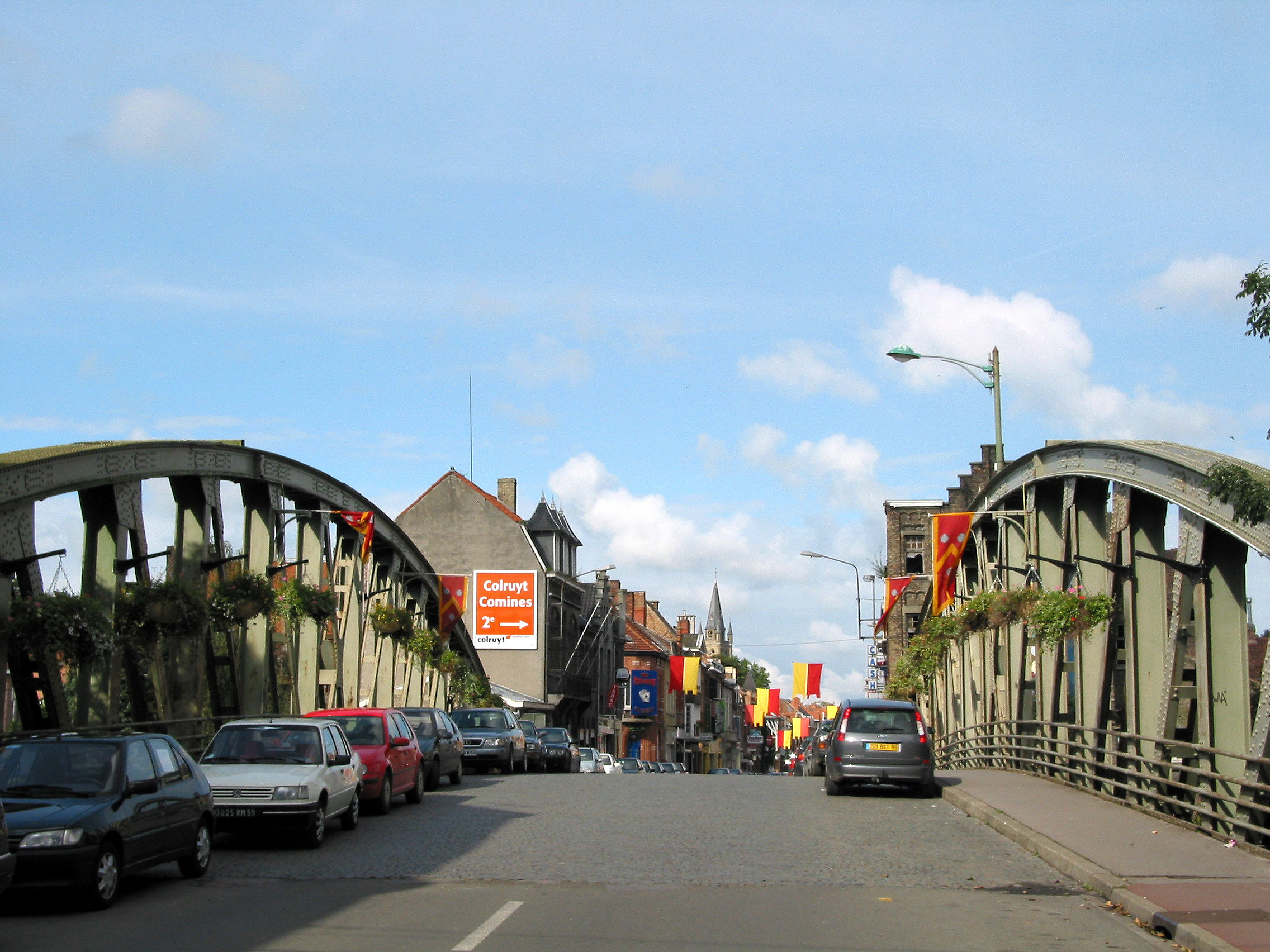
Le pont entre la Belgique et la France.
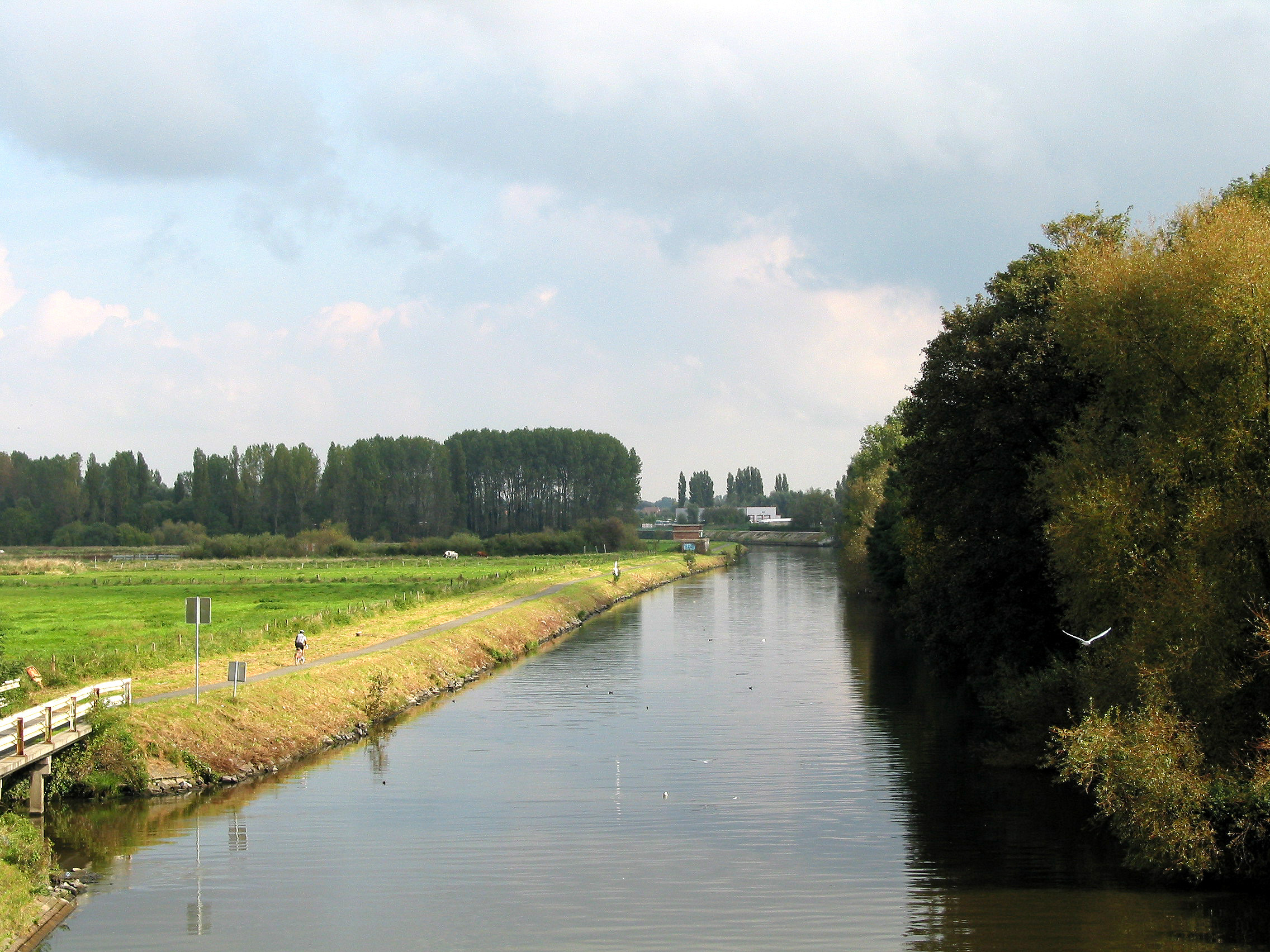
La Lys en aval du pont.
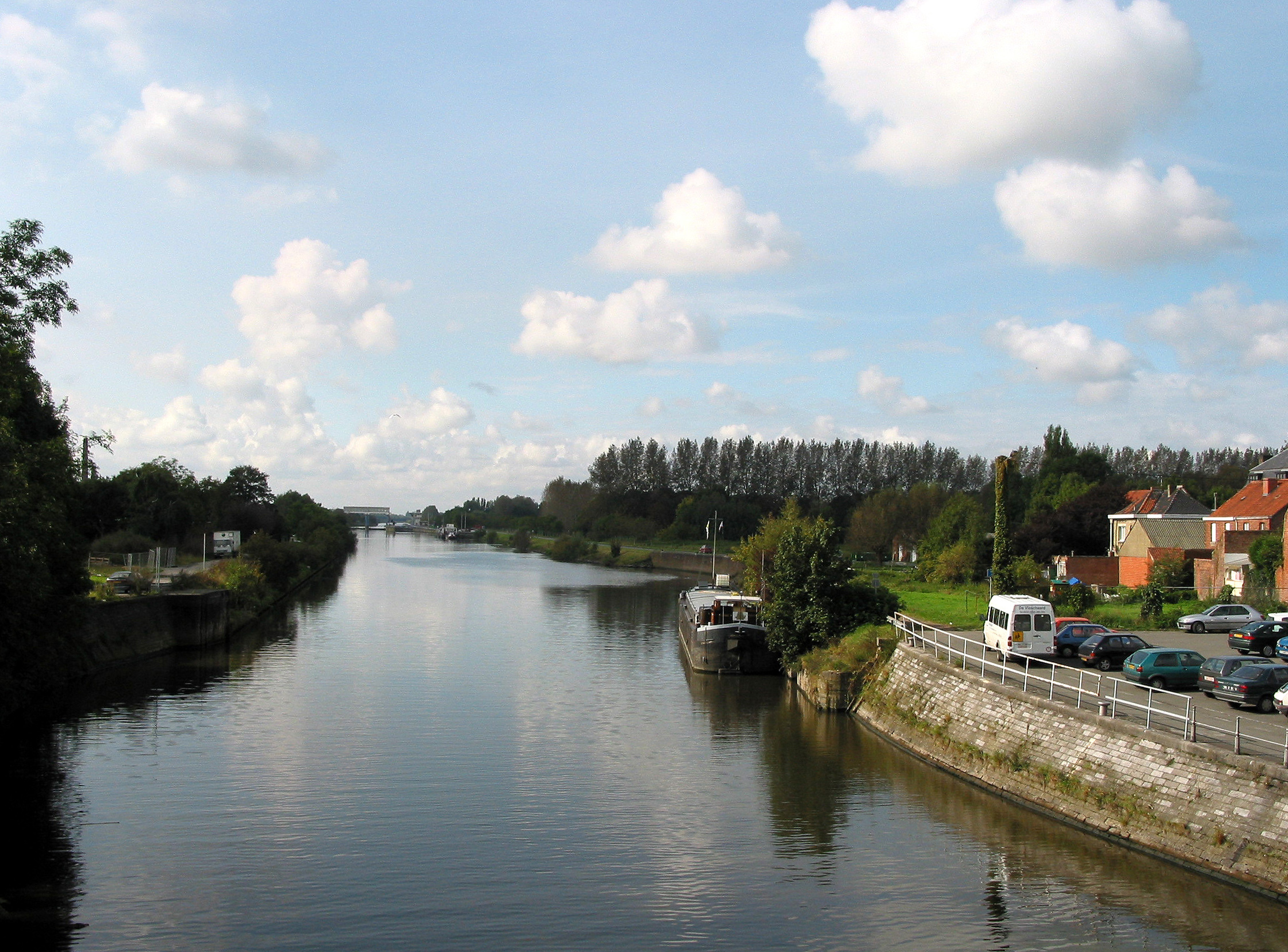
La Lys en amont du pont.
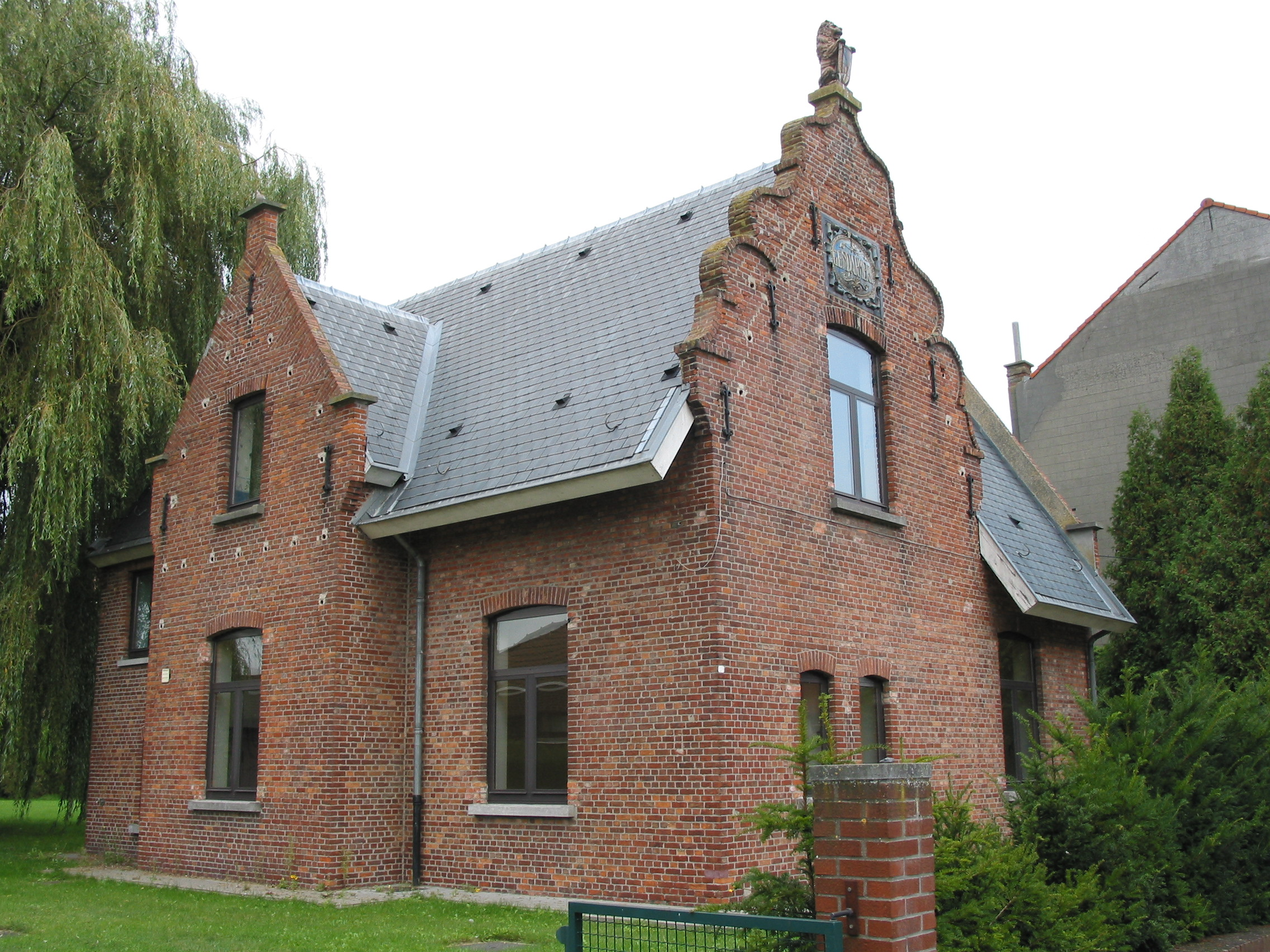
L'ancienne brigade de Gendarmerie.

## Sports et vie associative

### Sport
- Royal Jespo Comines-Warneton : club de football.
- Royal société gymnique Les Gars de la Lys.
- Royale pédale Cyclisme Cominoise.
- Ice Mountain : complexe ludique principalement connu pour sa piste de ski intérieure construite en 1999, mais qui dispose aussi d'une aire dédiée au paintball et d'un simulateur de chute libre.
- Le circuit, pour course automobile, type speedway, de Warneton construit en 1980 .

## Personnalités liées à la ville
- Robert de Comines (-1069), noble flamand et comte de Northumbrie.
- Jean Ier de Warneton (1065-1130), évêque de Thérouanne.
- Jean de La Clyte (-1443), seigneur de Comines.
- Philippe de Commynes (1447-1511), écrivain et mémorialiste flamand de langue française.
- Jean Despautère (1460-1520), grammairien flamand.
- Pierre Morel-Danheel (1773-1856), homme politique belge.
- Eugène Verboeckhoven (1798-1881), peintre belge.
- Charles-Louis Verboeckhoven (1802-1889), peintre belge.
- Émile Delannoy (1853-1930), homme politique belge
- Marcel Wyseur (1886-1950), poète et écrivain belge.
- Gustave Singier (1909-1984), peintre, graveur et lithographe français d'origine belge.
- Nadine Salembier (1932-2018), esthéticienne et femme d'affaires belge.
- André Bertouille (1932-), homme politique et ministre belge.
- Frank Vandenbroucke (1974-2009), cycliste belge.
- Jonathan Blondel (1984-), footballeur belge.
- Sébastien Dewaest (1991-), footballeur belge.
- Paul Rose (résistant) (1917-1945), résistant belge.
- Jean Jacques Lionel (J. J. Lionel) (1947-2020), interprète à succès de La Danse des canards.
- Jean-Marie Duvosquel (1946-2023), historien médiéviste belge.
- Christophe Delmotte (1968-), footballer franco-belge et entraineur.